# ヤマハ・VKB-100
VKB-100（ブイケービーひゃく）はヤマハのボーカロイドキーボードの型番・商品名。
ほぼ同一の筐体を持つ同社のショルダーキーボードSHS-500も紹介する。

## VKB-100の概要

### VKB-100
2017年12月9日(土)発売。白色を基調にしたショルダーキーボード。キーボードで"歌を演奏する"という新しいスタイルのデジタル楽器をコンセプトとしている。歌声合成技術「VOCALOID(TM)」（ヤマハ株式会社が開発した、歌詞とメロディーを入力するだけで、コンピューター上で人工の歌声を作り出すことができる歌声合成技術およびその応用ソフトウェア）によって実現した、リアルタイムに歌詞を歌わせて演奏を楽しむキーボード。実際の人間の声から収録した「歌声ライブラリ」と呼ばれる声のデータベースを切り替えることで、さまざまなシンガーの声を利用可能。スマートフォン・タブレット用の専用アプリケーションとBluetooth接続し、「初音ミク」をはじめとしたシンガーの追加や、歌詞を事前入力することで、ユーザー好みのシンガーを使用してボーカルのパートを演奏可能としている。鍵盤やボタン操作で自由にメロディーや歌い方を変化させられる。プリセットの歌声ライブラリはVY1。なお、専用のスマートフォン・タブレットアプリケーションから、歌声ライブラリを追加可能。追加できる歌声ライブラリは最大4人(初音ミク・Megpoid・IA・結月ゆかり)まで可能で、最初の1人については無償。残りの3人はそれぞれ2,400円（税込）で購入可能。グリップ部分にはギターでチョーキングをするように歌声の音程を変えられるピッチベンドホイールや、発生の強弱を表現するエクスプレッションホイールなど、表現（歌い方）を調整する為のコントローラーを搭載している。また、同じシンガーでもあらかじめ声の調子やエフェクトが異なる歌声を作成しておき、瞬時に呼び出せるメモリーボタンも装備している。また、PCM音源も搭載し、ピアノやギターなど楽器音も出力可能。

### VKB-100 MIKU
ボーカロイドキーボード×初音ミク コラボレーションモデル。本体トップパネルをイラストレーターのおしおしおによる描き下ろしイラストでラッピングされている。B2サイズのタペストリーを同梱。オリジナルデザインパッケージに封入。2021年12月1日(水)～1月10日(月)の期間限定で受付。2022年4月以降 順次発送。メーカー希望小売価格85,800円（税込）。

## 主な仕様
鍵盤数
37
鍵盤タイプ
HQ（High Quality）MINI鍵盤
最大同時発音数
VOCALOID：モノ
PCM音源：ポリ（48音）
VOCALOIDボイス数
最大5ライブラリ
VOCALOIDプリセット
1ライブラリ（VY1）
PCM音源プリセット13
歌詞保存数
20（プリセット：5削除可能）
エフェクト
リバーブ、ディストーション、コーラス、トレモロ
電源
電源アダプター：PA-150B（またはヤマハ推奨の同等品）
電池：単3アルカリ乾電池または充電式ニッケル水素電池×6（別売）
ヘッドフォン端子
3.5 mmステレオミニフォーンジャック
LINE OUT端子
6.3 mmモノラル標準フォーンジャック
AUX IN端子
3.5 mmステレオミニフォーンジャック
アンプ出力
0.7 W x 1
スピーカー
3.6 cm x 1
サイズ
幅×奥行き×高さ：821 mm x 121 mm x 65 mm
質量
1.5 kg
アクセサリー
ソフトケース：SC-KB350
ギグケース：KTGIGケース

## SHS-500の概要
2019年3月5日発売。「鍵盤楽器を演奏したことがない人でもすぐに楽しさを実感できる」をコンセプトに開発されたコンパクトなショルダー・キーボード。鍵盤部にはVKB-100同様「HQ（High Quality） Mini」鍵盤を採用している。加えてスピーカー内蔵ながら本体質量は約1.5kgと軽量で、かつ電池駆動に対応しており、場所を選ばず演奏が行なえる。無料アプリ「Chord Tracker」との連動による「JAM機能」を使用することで、スマートフォン等に保存している楽曲のコード進行に即した音が自動的に鍵盤に割り当てられ、 セッションを楽しめる。USBケーブルで楽器とスマート・デバイスを接続することにより、演奏したデータをスマートフォン等内に保存可能。本体には音色を30種類内蔵すると共に、リバーブなどのエフェクトのコントロール・ノブ、ピッチ・ベンド・ホイール、モジュレーション・ホイール、MIDI端子なども装備しており、演奏や音楽制作に対応するインターフェースが備えられている。また、Bluetooth MIDIによるワイヤレス接続も可能。ボディ・カラーはブラックとレッドの2タイプから選べる。

## 主な仕様
- 鍵盤数：37鍵
- 音源方式：AWMステレオ・サンプリング
- 最大同時発音数：48音
- プリセット音色数：30種類
- エフェクト　DSP9：タイプ、マスターEQ：4タイプ
- USBオーディオ・インターフェース：44.1ｋHz、16bit、ステレオ
- JAM機能ファンクション（5モード）
- 電源：PA-130B（またはヤマハ推奨の同等品）、単3電池（アルカリ電池／マンガン電池／充電式ニッケル水素電池）×6（別売）
- 付属品：電源アダプター、ストラップ、MIDI変換ケーブル、取扱説明書、保証書、製品ユーザー登録のご案内
- 幅：821×高さ：65×奥行：121（mm）
- 質量：1.5kg（乾電池除く）
- アクセサリー　ソフトケース：SC-KB350　ギグケース：KTGIGケース